# Catalitzador de Ziegler–Natta
Un catalitzador de Ziegler-Natta, que porta el nom de Karl Ziegler i Giulio Natta, és un catalitzador utilitzat en la síntesi de polímers d'1-alquens (α-olefines). S'utilitzen dues classes àmplies de catalitzadors de Ziegler-Natta, que es distingeixen per la seva solubilitat:
- Els catalitzadors amb suport heterogeni basats en compostos de titani s'utilitzen en reaccions de polimerització en combinació amb cocatalitzadors, compostos d'organoalumini com el trietilalumini, Al(C2H5)3. Aquesta classe de catalitzadors és la majoritària en la indústria.[1]
- Catalitzadors homogenis generalment basats en complexos de metalls del grup 4: titani, zirconi o hafni. Normalment s'utilitzen en combinació amb un cocatalitzador d'organoalumini diferent, el metilaluminoxà (o metilalumoxà, MAO). Aquests catalitzadors contenen tradicionalment metal·locens, però també presenten lligands multidentats basats en oxigen i nitrogen.[2]

Els catalitzadors de Ziegler-Natta s'utilitzen per a polimeritzar alquens terminals (etilè i alquens amb el doble enllaç vinílic):
n CH2=CHR → −[CH2−CHR]n−

## Història
El Premi Nobel de Química de 1963 va ser atorgat a l'alemany Karl Ziegler, pel seu descobriment dels primers catalitzadors basats en titani, i a l'italià Giulio Natta, per utilitzar-los per a preparar polímers estereoregulars a partir de propilè. Els catalitzadors de Ziegler-Natta s'han utilitzat en la fabricació comercial de diverses poliolefines des de 1956. A partir del 2010 el volum total de plàstics, elastòmers i cautxú produïts a partir d'alquens amb aquests i amb catalitzadors relacionats (especialment Phillips) a tot el món supera els 100 milions de tones. En conjunt, aquests polímers representen els plàstics obtinguts de productes bàsics de major volum, i també els productes químics obtinguts de productes bàsics de major volum del món.
A principis de la dècada de 1950, els tècnics de Phillips Petroleum van descobrir que els catalitzadors de crom són molt efectius per a la polimerització a baixa temperatura de l'etilè, la qual cosa va impulsar les principals tecnologies industrials que van culminar amb el catalitzador Phillips. Uns anys més tard, Ziegler va descobrir que una combinació de tetraclorur de titani (TiCl4) i clorur de dietilalumini (Al(C2H5)2Cl) donava activitats comparables per a la producció de polietilè. Natta va utilitzar α-TiCl3 cristal·lí en combinació amb Al(C2H5)3 per a produir el primer polipropilè isotàctic. Normalment, els catalitzadors de Ziegler es refereixen a sistemes basats en titani per a conversions d'etilè i els catalitzadors de Ziegler-Natta es refereixen a sistemes per a conversions de propilè.
A més, a la dècada de 1960, BASF va desenvolupar un procés de polimerització en fase gasosa i agitada mecànicament per fabricar polipropilè. En aquest procés, el llit de partícules del reactor no estava fluiditzat o no estava completament fluiditzat. El 1968, Union Carbide va comercialitzar el primer procés de polimerització en llit fluiditzat en fase gasosa, el procés Unipol, per a produir polietilè. A mitjans de la dècada de 1980, el procés Unipol es va modificar per a produir polipropilè.
A la dècada de 1970, es va descobrir que el clorur de magnesi (MgCl2) millorava molt l'activitat dels catalitzadors basats en titani. Aquests catalitzadors eren tan actius que l'eliminació del polímer amorf no desitjat i el titani residual del producte (l'anomenat "deashing") va deixar de ser necessària, la qual cosa va permetre la comercialització de resines lineals de polietilè de baixa densitat (LLDPE) i va permetre el desenvolupament de copolímers totalment amorfs.
El procés de llit fluiditzat segueix sent un dels dos processos més utilitzats per a produir polipropilè.

## Estereoquímica dels poli-1-alquens
Natta va utilitzar per primera vegada catalitzadors de polimerització basats en clorurs de titani per a polimeritzar propilè i altres 1-alquens. Va descobrir que aquests polímers són materials cristal·lins i va atribuir la seva cristal·linitat a una característica especial de l'estructura del polímer anomenada estereoregularitat.

Segments curts de polipropilè, que mostren exemples de les dues tacticitats: isotàctic (a dalt) i sindiotàctic (a sota).

El concepte d'estereoregularitat a les cadenes de polímer s'il·lustra a la imatge de l'esquerra amb polipropilè. El poli(1-alquè) estereoregular pot ser isotàctic o sindiotàctic depenent de l'orientació relativa dels grups alquil en cadenes de polímers que consisteixen en unitats −[CH2−CHR]−, com els grups CH3 de la figura. En els polímers isotàctics, tots els centres estereogènics CHR comparteixen la mateixa configuració. Els centres estereogènics dels polímers sindiotàctics alternen la seva configuració relativa. Un polímer que no té cap disposició regular en la posició dels seus substituents alquils (R) s'anomena atàctic. Tant el polipropilè isotàctic com el sindiotàctic són cristal·lins, mentre que el polipropilè atàctic, que també es pot preparar amb catalitzadors especials de Ziegler-Natta, és amorf. L'estereoregularitat del polímer ve determinada pel catalitzador utilitzat en la seva preparació.

## Classes

### Catalitzadors heterogenis
La primera i dominant classe de catalitzadors a base de titani (i alguns catalitzadors a base de vanadi) per a la polimerització d'alquens es pot subdividir de manera aproximada en dues subclasses:
- catalitzadors adequats per a l'homopolimerització d'etilè i per a reaccions de copolimerització d'etilè/1-alquè que condueixen a copolímers amb un baix contingut d'1-alquè, 2-4% mol (resines LLDPE) i
- catalitzadors adequats per a la síntesi d'1-alquens isotàctics.

La superposició entre aquestes dues subclasses és relativament petita perquè els requisits dels respectius catalitzadors difereixen àmpliament.
Els catalitzadors comercials se suporten lligant-se a un sòlid amb una gran superfície. Tant TiCl4 com TiCl3 donen catalitzadors actius. El suport de la majoria dels catalitzadors és MgCl2. Un tercer component de la majoria dels catalitzadors és un portador, un material que determina la mida i la forma de les partícules del catalitzador. El suport preferit són les esferes microporoses de sílice amorfa amb un diàmetre de 30-40 mm. Durant la síntesi del catalitzador, tant els compostos de titani com el MgCl2 s'instal·len en els porus de la sílice. Tots aquests catalitzadors s'activen amb compostos d'organoalumini com Al(C2H5)3.
Tots els catalitzadors moderns de Ziegler-Natta amb suports dissenyats per a la polimerització de propilè i 1-alquens superiors es preparen amb TiCl4 com a ingredient actiu i MgCl2 com a suport. Un altre component de tots aquests catalitzadors és un modificador orgànic, normalment un èster d'un diàcid aromàtic o un dièter. Els modificadors reaccionen tant amb ingredients inorgànics dels catalitzadors sòlids com amb cocatalitzadors d'organoalumini. Aquests catalitzadors polimeritzen propilè i altres 1-alquens a polímers isotàctics altament cristal·lins.

### Catalitzadors homogenis
Una segona classe de catalitzadors de Ziegler-Natta són solubles en el medi de reacció. Tradicionalment, aquests catalitzadors homogenis es derivaven dels metal·locens, però les estructures dels catalitzadors actius s'han ampliat significativament per incloure lligands basats en nitrogen.

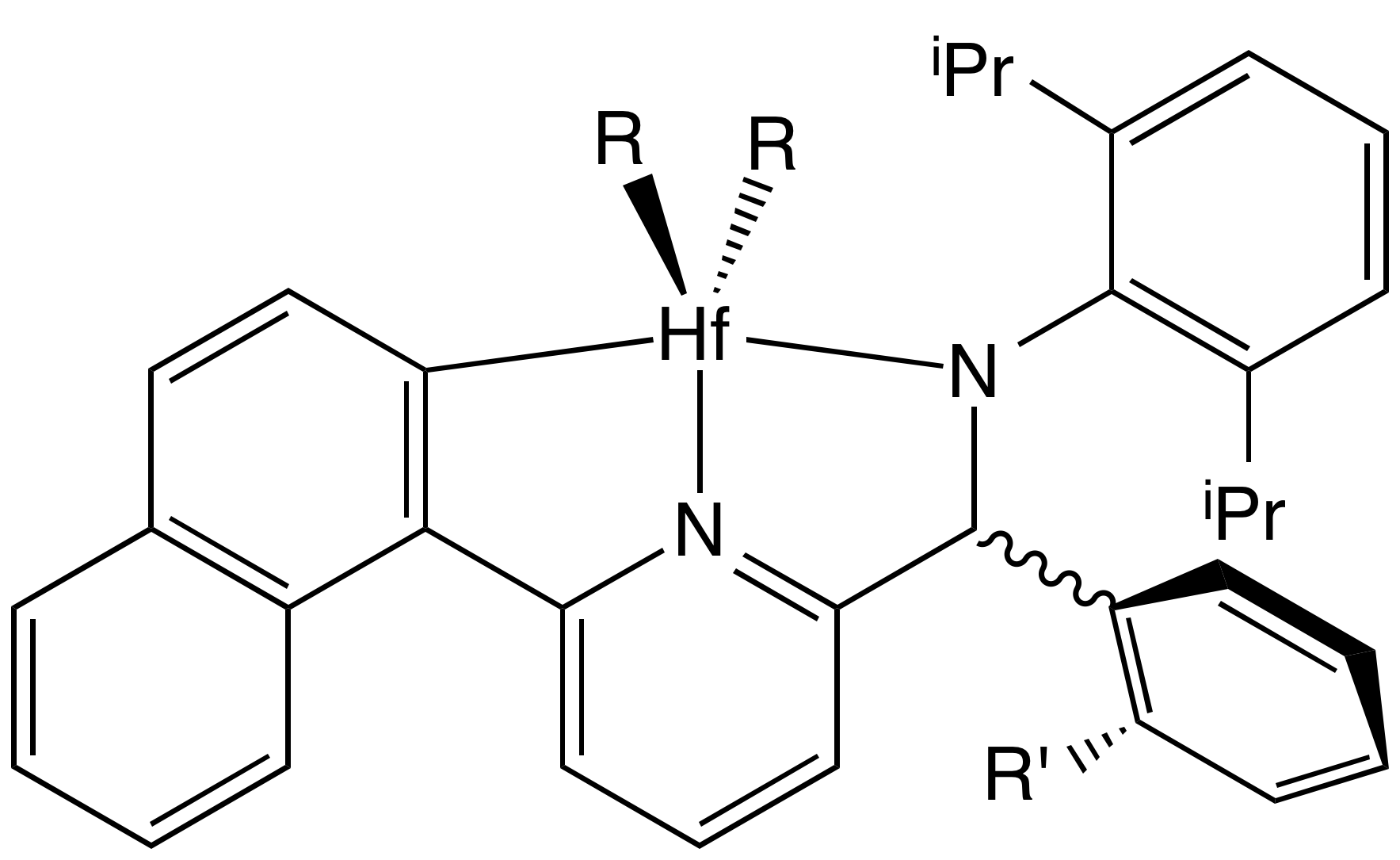
Un catalitzador post-metal·locè desenvolupat a Dow Chemical.

### Catalitzadors de metal·locè
Aquests catalitzadors són metal·locens juntament amb un cocatalitzador, normalment MAO, −[O−Al(CH3)]n−. Els catalitzadors de metal·locè idealitzats tenen la composició Cp2MCl2 (M = Ti, Zr, Hf) com el diclorur de titanocè. Normalment, els lligands orgànics són derivats del ciclopentadienil. En alguns complexos, els dos anells de ciclopentadiè (Cp) estan units amb ponts, com −CH2−CH2− o >SiPh2. Depenent del tipus dels seus lligands de ciclopentadienil, per exemple utilitzant un pont ansa, els catalitzadors de metal·locè poden produir polímers isotàctics o sindiotàctics de propilè i altres 1-alquens.

### Catalitzadors no metal·locens
Els catalitzadors de Ziegler-Natta de la tercera classe, catalitzadors no metal·locens, utilitzen una varietat de complexos de diversos metalls, que van des de l'escandi fins a lantanoides i metalls actinoides, i una gran varietat de lligands que contenen oxigen (O2), nitrogen (N2), fòsfor. (P) i sofre (S). Els complexos s'activen mitjançant MAO, com es fa amb els catalitzadors de metal·locè.
La majoria dels catalitzadors de Ziegler-Natta i tots els cocatalitzadors d'alquilalumini són inestables a l'aire, i els compostos d'alquilalumini són pirofòrics. Els catalitzadors, per tant, sempre es preparen i manipulen sota una atmosfera inert.

## Mecanisme de polimerització de Ziegler-Natta
L'estructura dels centres actius dels catalitzadors de Ziegler-Natta només està ben establerta per als catalitzadors de metal·locè. Un complex de metal·locè idealitzat i simplificat Cp2ZrCl2 representa un precatalitzador típic. No és reactiu cap als alquens. El dihalur reacciona amb el MAO i es transforma en un ió metal·loceni Cp2Plantilla:OversetCH3, que s'aparella amb alguns derivats del MAO. Una molècula de polímer creix per nombroses reaccions d'inserció d'enllaços C=C de molècules d'1-alquè a l'enllaç Zr-C de l'ió:

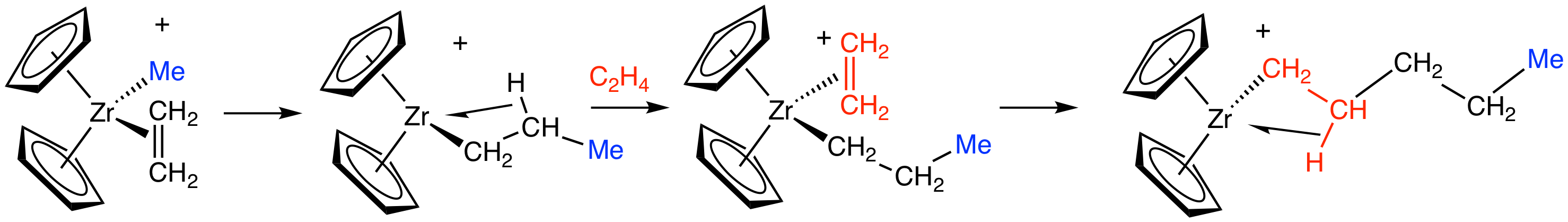
Mecanisme simplificat per a la polimerització d'etilè catalitzat per Zr.

A cada centre actiu es produeixen molts milers de reaccions d'inserció d'alquens, donant lloc a la formació de llargues cadenes de polímers unides al centre. El mecanisme Cossee-Arlman descriu el creixement de polímers estereoespecífics. Aquest mecanisme explica que el polímer creix mitjançant la coordinació d'alquens en un lloc vacant a l'àtom de titani, seguit de la inserció de l'enllaç C=C a l'enllaç Ti-C al centre actiu.

### Processos de terminació
De vegades, la cadena de polímer es desenganxa dels centres actius en la reacció de terminació de cadena. Existeixen diverses vies per a la terminació:
Cp2Plantilla:Overset−(CH2−CHR)n−CH3 + CH2=CHR → Cp2Plantilla:Overset−CH2−CH2R + CH2=CR–polymer
Periòdicament també es produeix un altre tipus de reacció de terminació de cadena anomenada reacció d'eliminació d'hidrur β:
Cp2Plantilla:Overset−(CH2−CHR)n−CH3 → Cp2Plantilla:Overset−H + CH2=CR–polymer
Les reaccions de polimerització d'alquens amb catalitzadors sòlids basats en titani es produeixen en centres especials de titani situats a l'exterior dels cristalls del catalitzador. Alguns àtoms de titani d'aquests cristalls reaccionen amb cocatalitzadors d'organoalumini amb la formació d'enllaços Ti-C. La reacció de polimerització dels alquens es produeix de manera similar a les reaccions dels catalitzadors de metal·locè:
LnTi–CH2−CHR–polímer + CH2=CHR → LnTi–CH2-CHR–CH2−CHR–polímer
Les dues reaccions de terminació de cadena es produeixen molt poques vegades en la catàlisi de Ziegler-Natta i els polímers formats tenen un pes molecular massa alt per a tenir utilitat comercial. Per a reduir el pes molecular s'afegeix hidrogen a la reacció de polimerització:
LnTi–CH2−CHR–polímer + H2 → LnTi−H + CH3−CHR–polímer
Un altre procés de terminació implica l'acció de reactius pròtics (àcids), que es poden afegir de manera intencionada o accidental.

## Polímers comercials preparats amb catalitzadors de Ziegler-Natta
- Polietilè
- Polipropilè
- Copolímers d'etilè i 1-alquens
- Polibutè-1
- Polimetilpentè
- Policicloolefines
- Polibutadiè
- Poliisoprè
- Poli-α-olefines amorfes
- Poliacetilè